# St. Martin (Wolferstadt)

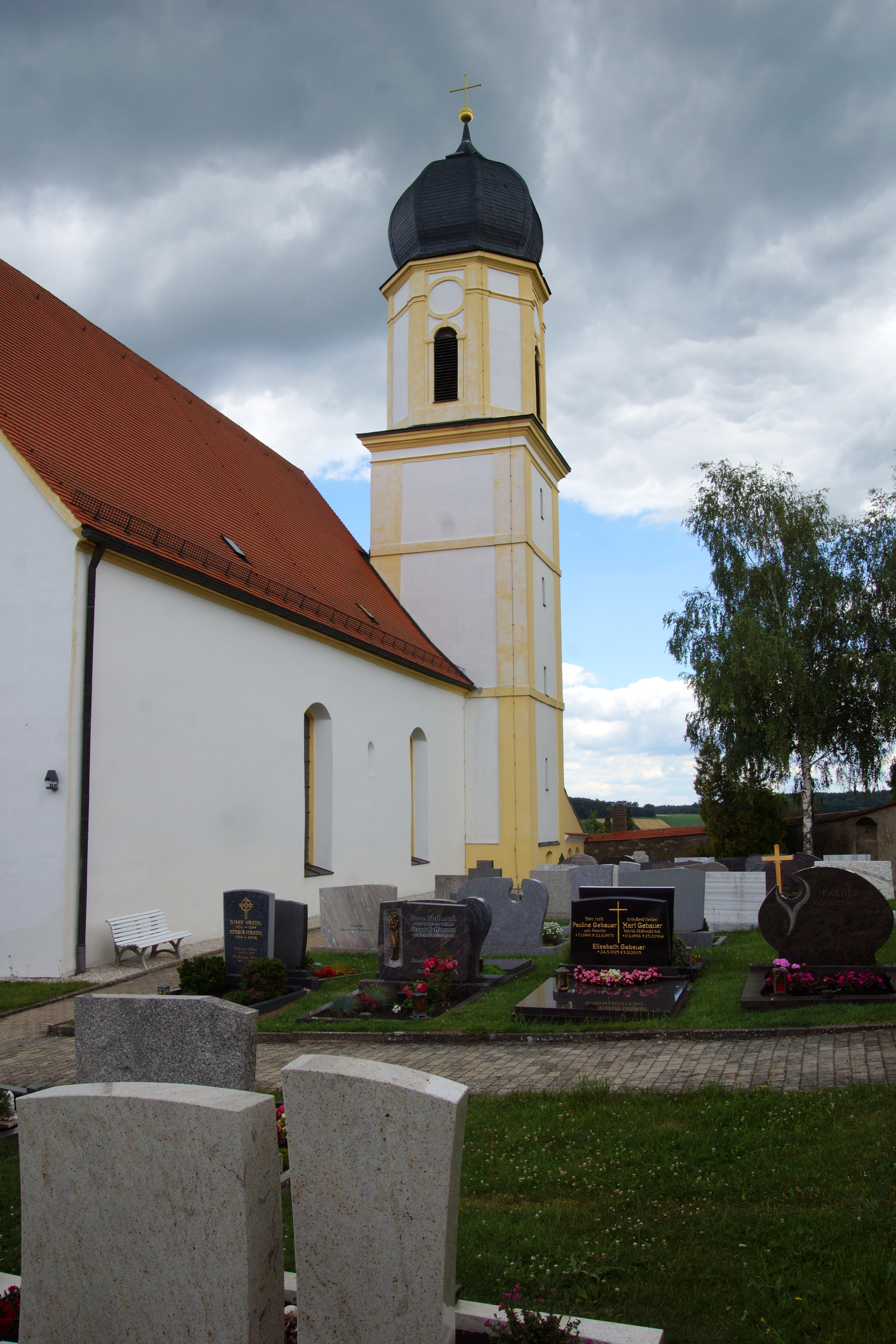
St. Martin in Wolferstadt

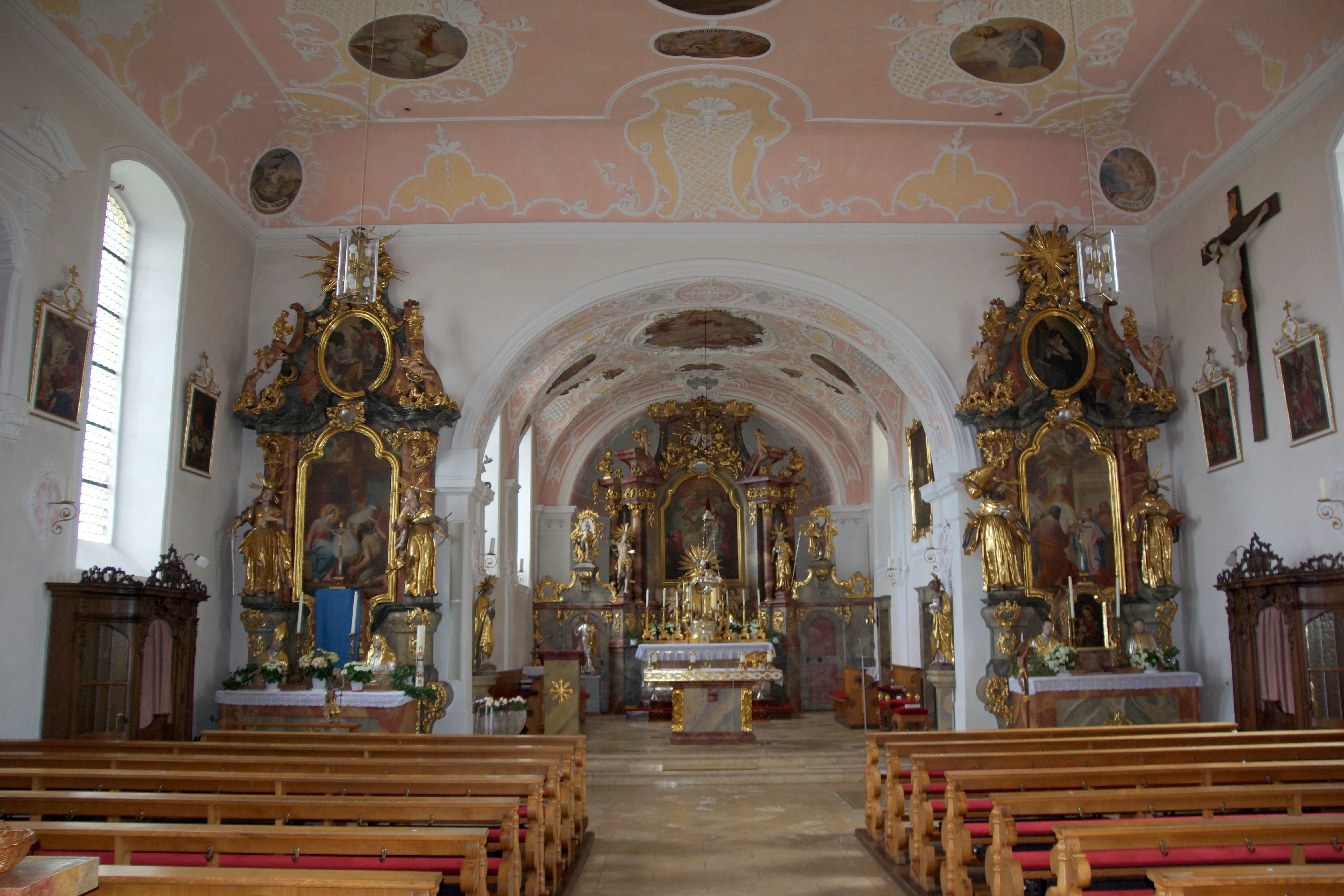
Innenraum

Die römisch-katholische Pfarrkirche St. Martin steht in Wolferstadt, einer Gemeinde im schwäbischen Landkreis Donau-Ries in Bayern. Das denkmalgeschützte Bauwerk ist in der Liste der Baudenkmäler in Wolferstadt unter der Nr. D-7-79-231-3 eingetragen. Die Pfarrei gehört zum Dekanat Weißenburg-Wemding des Bistums Eichstätt. Das Patrozinium hat Martin von Tours.

## Beschreibung
Die Saalkirche wurde 1740/41 nach Plänen von Giovanni Domenico Barbieri erbaut. Sie besteht aus einem Langhaus, einem eingezogenen, halbrund geschlossenen Chor im Osten und einem Chorflankenturm an der Südwand des Chors, dessen untere Geschosse aus dem 15. Jahrhundert stammen. Er wurde später mit einem Geschoss mit Pilastern an den acht Ecken aufgestockt, das den Glockenstuhl mit vier Kirchenglocken beherbergt, und mit einer Zwiebelhaube bedeckt. Die Sakristei in der Südostecke von Chor und Chorflankenturm wurde erst im 20. Jahrhundert angebaut. 
Der Innenraum des Langhauses ist mit einer Flachdecke überspannt, der des Chors mit einem Stichkappengewölbe. Die um 1740/45 eingefügten Deckenmalereien im Chor wurden 1910 bei der Erneuerung der Fresken im Langhaus durch Josef Wittmann freigelegt. Das Altarretabel des Hochaltars wurde 1788 von Johann Baptist Enderle gestaltet. Von Josef Wittmann stammen auch die Altarretabel der Seitenaltäre. An der Brüstung der Empore befinden sich Tafelbilder von Jesus Christus und den Aposteln. 
Die Orgel mit 17 Registern, verteilt auf zwei Manuale und Pedal wurde 1978 von der WRK Orgelbau errichtet.